# Kilíkie

Římská říše kolem roku 125, červeně zvýrazněna Kilíkie

Kilíkie (řecky Κιλικία, Kilikia) byl ve starověku obvykle užívaný název pro pobřežní region, jenž se rozkládal na jihu poloostrova Malá Asie. Kilíkie zaujímala území sousedící na západě s Pamfýlií a na východě se Sýrií. Její severní hranici tvořil hřeben pohoří Taurus, který jí izoloval od centrální anatolské plošiny. Pouze jediná úzká soutěska, ve starověku nazývaná Kilikijská brána (latinsky Pylae Ciliciae), jí poskytovala spojení s Kappadokií. Na jihu byla Kilíkie omývána Středozemním mořem, jež jí oddělovalo od Kypru, s nimž udržovala blízké kontakty. V dnešní době se tento kraj nazývá Çukurova a tvoří součást Turecka.

## Geografie a hospodářství
Strabón členil starověkou Kilíkii na dvě zhruba stejně velké části, které pojmenoval Kilikia Tracheia a Kilikia Pedias a jejichž předělem byla řeka Lamos (dnes Lamas). Kilikia Tracheia („drsná Kilíkie“, asyrsky Chilakku či Hilakku) je západněji položený, hornatý region na úpatí Tauru, z něhož směrem k pobřeží vystupují četné skalisté výběžky, poskytující přirozenou ochranu zdejším přístavům. Ve starověku se proto místní krajina stala útočištěm pirátů, později si tu vytvořili své opěrné body janovští a benátští obchodníci. Hlavním vodním tokem této oblasti je řeka Kalykadnos (Göksu). Kilikia Tracheia byla kdysi hojně pokryta lesy, jež zásobovaly dřevem Fénicii a Egypt, a pastvinami využívanými k chovu koz. Římané odsud dováželi cilicium, hrubou látku vyráběnou z kozí srsti. V okolních horách se vyskytovala také bohatá naleziště železné a stříbrné rudy. S výjimkou Seleukie nad Kalykadnem (dnešní Silifke) se tu nenacházela takřka žádná velká města.
Kilikia Pedias („rovinatá Kilíkie“, asyrsky Ku'e) tvořila východní část země a zahrnovala jak hornatý terén ve vnitrozemí, tak rozlehlé pobřežní nížiny oplývající extrémně úrodnou půdou, třebaže nyní jen málo obdělávanou. V současnosti se tady pěstuje bavlna, obilí, olivy a pomeranče. Celá nížina je zavodňována řekami Kydnos (Tarsus), Saros (Seyhan) a Pyramos (Ceyhan). Saros nyní ústí do moře jižně od města Tarsus, avšak existují důkazy o tom, že v dřívějších dobách se tato řeka vlévala do řeky Pyramos. Celá tato oblast představovala strategicky významnou komunikační spojnici mezi Malou Asií a Sýrií. Na silnici mezi Kilickou a Syrskou bránou ležela důležitá obchodní střediska, jako byl Tarsos (Tarsus), Adana a Mopsuestia (Misis). Dalším důležitým centrem byl Anazarbos.

## Dějiny

### Nejstarší historie

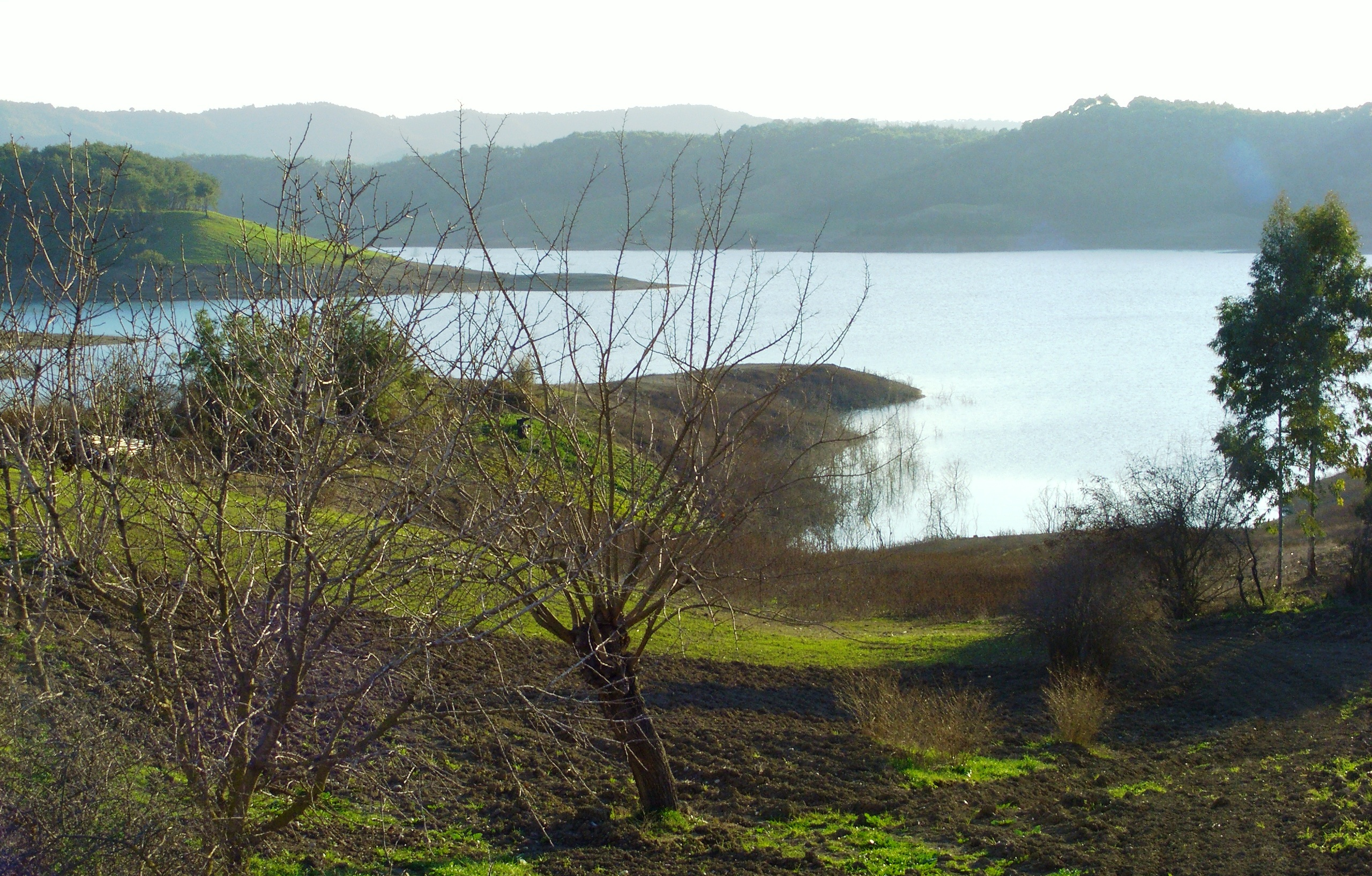
Krajina při řece Seyhan na sever od města Tarsus.

Mytickými zakladateli Kilíkie byli Kilix a Mopsos, jenž byl ve fénických pramenech uváděn pod jménem Mpš. Mopsos vybudoval město Mopsuestia a byl ochráncem blízkého orákula. Doklady o existenci prvních stálých lidských sídel na území Kilíkie pocházejí z období neolitu. Ve druhé polovině 2. tisíciletí př. n. l. byl celý region, známý tehdy pod jménem Kizzuwatna, součástí chetitské říše. Po jejím pádu (po roce 1215 př. n. l.) bylo území podrobeno královstvím Tarhuntassa, jehož hlavní město se nalézalo v Pamfýlii. Z 9. století př. n. l. pochází první asyrská zmínka o Kilíkii, jejíž východní část Asyřané pojmenovali Kue, zatímco západ označovali jako Khilakku, z čehož Řekové odvodili slovo Kilikia. Asyrští králové Tiglatpilesar III. (744–727 př. n. l.) a Asarhaddon (680–669 př. n. l.) si podmanili Kilíkii, nicméně odlehlejší Khilakku si podrželo nezávislost, neboť Asyřané nejevili valný zájem o tento zaostalý, hornatý kraj, obývaný divokými a chudými kmeny.
Poté, co Babyloňané a Médové dobyli v roce 612 př. n. l. asyrské hlavní město Ninive, byla celá Kilíkie sjednocena pod vládou domorodých králů, které Řekové nazývali titulem syennesis. Kilíkie si v následujících desetiletích uchovala nezávislost a nebyla tudíž podřízena babylonské říši krále Nabukadnezara. Zřejmě až po porážce lýdského krále Kroisa Peršanem Kýrem II. Velikým byla Kilíkie ve čtyřicátých letech 6. století př. n. l. připojena k perské říši. Syennesis si však směli formálně ponechat vládu jako poplatní vazalové achaimenovských velkokrálů. Podle Hérodota museli Peršanům odevzdat každoročně 500 talentů stříbra a 360 koní. Do Tarsu, jenž byl sídlem kilických vládců, byla navíc umístěná perská posádka. Nejuctívanějším tehdejším božstvem byla Kybelé, Řeky nazývaná Artemis Perasia. Konec dynastie místních králů nastal během války mezi Artaxerxem II. a jeho bratrem Kýrem mladším, přičemž poslední syennesis byl spojencem druhého jmenovaného. Po Kýrově porážce v bitvě u Kunax v roce 401 př. n. l. byl sesazen z trůnu, načež se Kilíkie stala řádnou perskou satrapií. Jedním z jejích satrapů byl Babyloňan Mazaios. Jeho nástupce byl vypuzen ze země po příchodu makedonského krále Alexandra Velikého. Ten dobyl Kilíkii v létě roku 333 př. n. l. a nějaký čas pobýval v Tarsu, kde se léčil z nemoci. Alexandrem dosazený satrapa obdržel zvláštní příkaz zdolat zdejší odbojný, horský lid. V této souvislosti je poprvé připomínáno jméno kočovného kmene Isaurů, jenž měl v dalších staletích sehrát významnou roli.

### Helénismus, římská nadvláda
Po Alexandrově smrti v roce 323 př. n. l. představovala Kilíkie po velmi dlouhou dobu bojiště ve válkách mezi diadochy (Alexandrovými generály) a později mezi helénistickými říšemi. Kilíkie připadla nejprve Antigonovi Jednookému, který byl původně ustaven satrapou Frýgie. Po jeho porážce v bitvě u Ipsu v roce 301 př. n. l. byla Kilíkie rozdělena mezi krále Seleuka I. Níkátora a Ptolemaia I. Sótéra. Od tohoto okamžiku náležela pobřežní města ptolemaiovskému Egyptu, zatímco vnitrozemí kontrolovali Seleukovci. Nejen o toto území vedly obě mocnosti neustálé války po celých dalších sto let, dokud na začátku 2. století př. n. l. nezískala celou Kilíkii seleukovská říše. Během seleukovské vlády zažívala Kilíkie nebývalý rozmach. Byla zakládána četná řecká města, jež přispěla k pozvolné helenizaci obyvatelstva a k vytlačení původního domorodého jazyka a kultury.
Někdy kolem roku 110 př. n. l. došlo ke kolapsu seleukovské moci. Toho využili méně civilizovaní a vždy neklidní obyvatelé „drsné Kilíkie“, kteří se začali věnovat pirátství. Jejich pirátská činnost a především prohlubující se mocenské vakuum v regionu upoutaly na počátku 1. století př. n. l. pozornost Římanů. Ti se již v roce 102 př. n. l. zmocnili Pamfýlie, jíž však mylně nazývali Kilíkií (označení „Kilikové“ vztahovali Římané i na piráty z Pamfýlie). První invazi do vlastní Kilíkie podnikl prokonzul Publius Servilius Vatia, který si v letech 78 až 74 př. n. l. podrobil západní Kilíkii, za což obdržel přízvisko Isauricus. Východní Kilíkii ovládl zhruba v téže době arménský král Tigranés II. Veliký. Nicméně řádění pirátů ve Středomoří neustávalo. Teprve po zásahu římského vojevůdce Gnaea Pompeia Magna v roce 67 př. n. l. bylo pirátství konečně potřeno. O tři roky později přeměnil Pompeius celou Kilíkii v římskou provincii, která po určitý čas zahrnovala dokonce i část Frýgie.
Definitivně zpacifikována byla země za Augusta, jenž vládu nad západní Kilíkií svěřil závislému, klientskému králi a zbytek území připojil v roce 27 př. n. l. k provincii Sýrii. Kilíkie jakožto samostatná provincie byla znovu zřízena za Vespasiana v roce 72 n. l. Přitom byla pokládána za dostatečně důležitou na to, aby jí spravoval místodržitel v hodnosti prokonzula. Za Diocletiana, koncem 3. století, byl z provincie vyčleněn hornatý západ pojmenovaný Isauria. Kromě toho byla Kilíkie spolu se Sýrií a Egyptem začleněna do prefektury Oriens. V 5. a 6. století patřila Kilíkie k nejbohatším regionům východořímské říše. Tento blahobyt však vzal za své v 7. století po vpádu muslimských Arabů, kteří si podrobili Kilíkii kolem roku 700. Muslimské panství přetrvalo až do roku 965, kdy byla země znovu dobyta Byzantinci vedenými císařem Nikeforem II.

### Arméni, Osmani a současnost
Po bitvě u Mantzikertu v roce 1071 byla celá Malá Asie zachvácena přívalem Seldžuků. Nedlouho nato následoval exodus křesťanských Arménů z východní Anatolie směrem na jih. V Kilíkii založili arménští uprchlíci na konci 11. století drobné knížectví v čele s dynastií Rubenidů, které se postupně vyvinulo v království Malé Arménie. Toto křesťanské království obklopené muslimskými státy a zaujímající nepřátelský postoj vůči Byzantincům poskytovalo v dalších staletích cennou podporu křižákům ve Svaté zemi. Po zhroucení křižáckých států se Arméni spojili s Mongoly, kteří jim dočasně zajišťovali ochranu před egyptskými mameluky. Těm nakonec království oslabené vnitřními rozbroji padlo za oběť v roce 1375. Na přelomu 15. a 16. století dobyli území Kilíkie osmanští Turci, jejichž nadvláda přetrvala až do počátku 20. století.
V průběhu první světové války bylo zdejší arménské obyvatelstvo zle postiženo masakry rozpoutanými tureckými nacionalisty. 1. ledna 1919 byla Kilíkie okupována francouzskými vojsky a v následujících dvou letech spravovali území francouzští guvernéři. Kilíkie se podle smlouvy ze Sèvres z roku 1920 měla stát součástí francouzského protektorátu v Sýrii, avšak tato dohoda nikdy nevstoupila v platnost. V průběhu turecké války za nezávislost byli Francouzi nuceni vyklidit Kilíkii, která tak připadla nově zřízené Turecké republice, což bylo potvrzeno ve smlouvě z Lausanne v roce 1921. Současné turecké provincie Mersin, Adana a Osmaniye se rozkládají na někdejším teritoriu Kilíkie.